# Affiene combinatie
In de meetkunde, een deelgebied van de wiskunde, is een affiene combinatie van de vectoren {\displaystyle x_{1},x_{2},\ldots ,x_{n}}, een lineaire combinatie waarin de som van de coëfficiënten gelijk is aan 1, dus een vector
{\displaystyle \sum _{i=1}^{n}{\alpha _{i}\cdot x_{i}}=\alpha _{1}x_{1}+\alpha _{2}x_{2}+\ldots +\alpha _{n}x_{n}}
met
{\displaystyle \sum _{i=1}^{n}{\alpha _{i}}=1.}
De vectoren zijn elementen van een gegeven vectorruimte {\displaystyle V} over een lichaam {\displaystyle K} en de coëfficiënten {\displaystyle \alpha _{i}} zijn scalairen in {\displaystyle K}.